# Panicum simile
Panicum simile är en gräsart som beskrevs av Karel Domin. Panicum simile ingår i släktet vipphirser, och familjen gräs. Inga underarter finns listade i Catalogue of Life.

## Bildgalleri

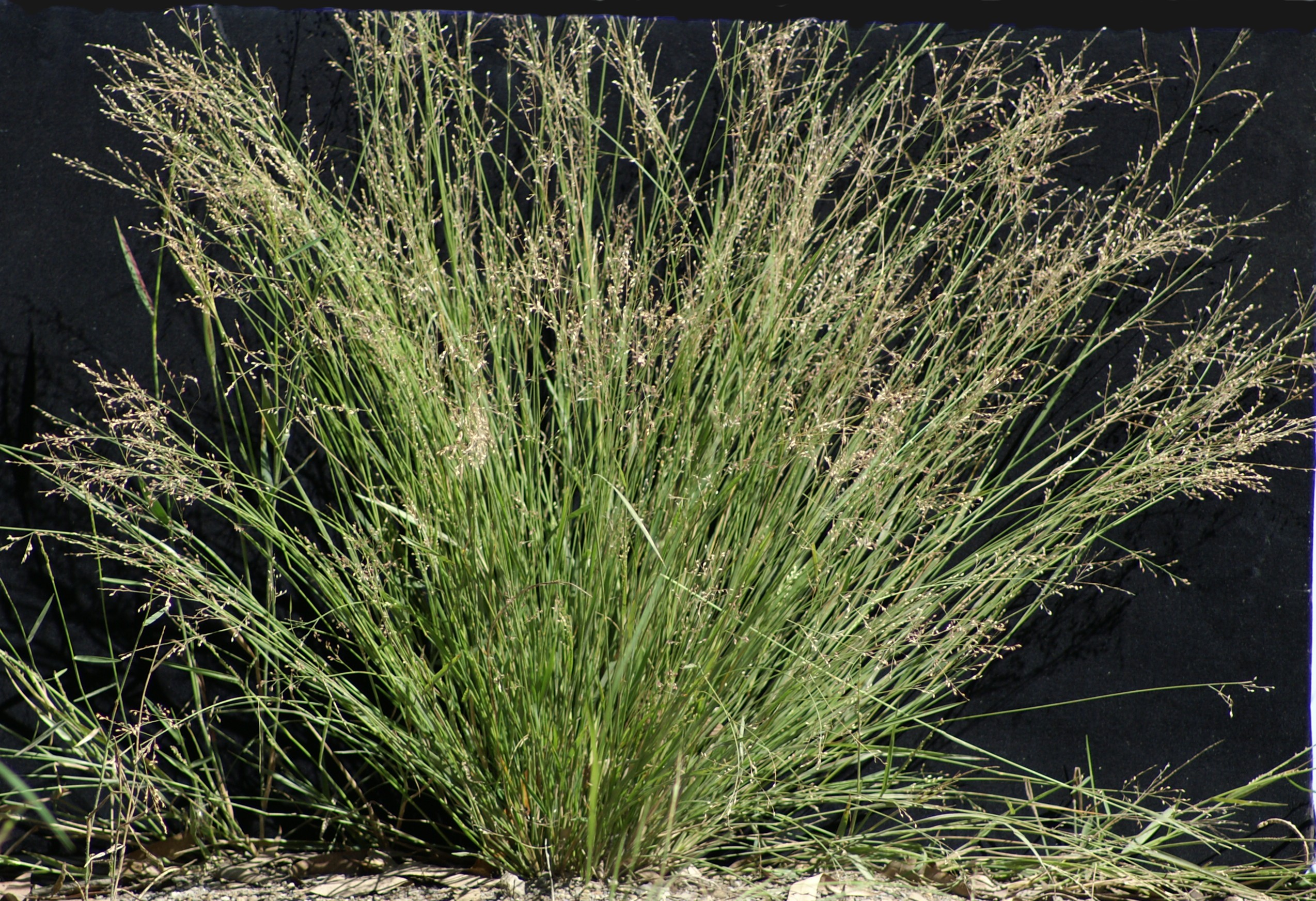